# Probot
A Probot Dave Grohl metal projektje volt, a cím továbbá a projekt ugyanilyen című egyetlen stúdióalbumára is utal. Az albumon neves együttesek zenészei működtek közre, továbbá több különböző stílus is hallható az albumon: heavy metal, thrash metal, crossover thrash, doom metal. Az album 2004. február 10.-én jelent meg a Southern Lord Records gondozásában. A zenei magazinok továbbá pozitív kritikákkal jutalmazták a lemezt: az AllMusic négy csillaggal jutalmazta a maximális ötből, a Pitchfork Media tízből hét pontot adott az albumnak, míg a Rolling Stone és a Spin Magazine háromnegyed csillagra értékelték.
Egy 2007-es interjúban Dave Grohl elmondta, hogy nem folytatná a Probot projektet, ugyanis a célja az volt, hogy gyerekkora kedvenc énekeseivel készítsen egy lemezt.

## Az album dalai
| #   | Cím | Hossz |
| --- | --- | ----- |
| 1.  | Centuries of Sin (feat. Cronos of Venom) | 4:10  |
| 2.  | Red War (feat. Max Cavalera of Sepultura and Soulfly) | 3:30  |
| 3.  | Shake Your Blood (feat. Lemmy of Motörhead) | 3:00  |
| 4.  | Access Babylon (feat. Mike Dean of Corrosion of Conformity) | 1:24  |
| 5.  | Silent Spring | 3:28  |
| 6.  | Ice Cold Man (feat. Lee Dorrian of Cathedral and Napalm Death, and Kim Thayil of Soundgarden) | 5:53  |
| 7.  | The Emerald Law (feat. Wino of Saint Vitus and The Obsessed) | 5:33  |
| 8.  | Big Sky (feat. Tom G. Warrior of Celtic Frost) | 4:51  |
| 9.  | Dictatosaurus (feat. Denis Bélanger "Snake" of Voivod) | 3:52  |
| 10. | My Tortured Soul (feat. Eric Wagner of Trouble) | 5:00  |
| 11. | Sweet Dreams (feat. King Diamond of King Diamond and Mercyful Fate, and Kim Thayil of Soundgarden; a "Sweet Dreams" dal 5:26-nál véget ér. 3 és fél perc csend után, 8:56-tól egy rejtett dal, az "I Am the Warlock" kezdődik, Jack Black of Tenacious D közreműködésével.) | 12:06 |

## Közreműködők
- Dave Grohl - ének, gitár, dob, basszusgitár (Nirvana, Foo Fighters)
- Kim Thayil - gitár (Soundgarden)
- Cronos - ének, basszusgitár Venom
- Max Cavalera - ének (Sepultura)
- Lemmy - ének, basszusgitár (Motörhead)
- Mike Dean - ének (Corrosion of Conformity)
- Kurt Brecht - ének (D.R.I.)
- Lee Dorrian - ének (Cathedral, Napalm Death)
- Scott Weinrich - ének, gitár (Saint Vitus)
- Tom G. Warrior - ének (Celtic Frost, Hellhammer)
- Denis Bélanger - ének (Voivod)
- Eric Wagner - ének (Trouble)
- King Diamond - ének
- Bubba Dupree (Void) - ének
- Erol Unala (Apollyon Sun, Celtic Frost) - gitár
- Matt Sweeney - gitár
- Stephen O'Malley - design (Sunn O))))
- Michel Langevin - borító (Voivod)